# Wereldkampioenschap superbike van Phillip Island 2014
Het wereldkampioenschap superbike van Phillip Island 2014 was de eerste ronde van het wereldkampioenschap superbike en het wereldkampioenschap Supersport 2014. De races werden verreden op 23 februari 2014 op het Phillip Island Grand Prix Circuit op Phillip Island, Australië.

## Superbike

### Race 1
| Pos | Nr | Rijder               | Constructeur | Rondes | Tijd                | Grid | Punten |
| --- | -- | -------------------- | ------------ | ------ | ------------------- | ---- | ------ |
| 1   | 58 | Eugene Laverty       | Suzuki       | 22     | 33:39.440           | 4    | 25     |
| 2   | 33 | Marco Melandri       | Aprilia      | 22     | +2.959              | 3    | 20     |
| 3   | 50 | Sylvain Guintoli     | Aprilia      | 22     | +3.034              | 1    | 16     |
| 4   | 34 | Davide Giugliano     | Ducati       | 22     | +6.972              | 2    | 13     |
| 5   | 76 | Loris Baz            | Kawasaki     | 22     | +11.132             | 7    | 11     |
| 6   | 65 | Jonathan Rea         | Honda        | 22     | +11.718             | 6    | 10     |
| 7   | 1  | Tom Sykes            | Kawasaki     | 22     | +15.612             | 8    | 9      |
| 8   | 7  | Chaz Davies          | Ducati       | 22     | +25.724             | 11   | 8      |
| 9   | 44 | David Salom          | Kawasaki     | 22     | +37.407             | 12   | 7      |
| 10  | 59 | Niccolò Canepa       | Ducati       | 22     | +37.468             | 10   | 6      |
| 11  | 14 | Glenn Allerton       | BMW          | 22     | +39.271             | 19   | 5      |
| 12  | 9  | Fabien Foret         | Kawasaki     | 22     | +45.212             | 15   | 4      |
| 13  | 71 | Claudio Corti        | MV Agusta    | 22     | +50.249             | 14   | 3      |
| 14  | 21 | Jérémy Guarnoni      | Kawasaki     | 22     | +1:17.134           | 17   | 2      |
| 15  | 32 | Sheridan Morais      | Kawasaki     | 22     | +1:23.686           | 18   | 1      |
| 16  | 10 | Imre Tóth            | BMW          | 22     | +1:30.651           | 20   |        |
| 17  | 20 | Aaron Yates          | EBR          | 21     | +1 ronde            | 22   |        |
| DNF | 21 | Alessandro Andreozzi | Kawasaki     | 14     | Ongeluk             | 16   |        |
| DNF | 91 | Leon Haslam          | Honda        | 4      | Ongeluk             | 9    |        |
| DNF | 22 | Alex Lowes           | Suzuki       | 3      | Ongeluk             | 5    |        |
| DNF | 24 | Toni Elías           | Aprilia      | 3      | Ongeluk             | 13   |        |
| DNS | 12 | Mathew Walters       | Kawasaki     | 0      | Niet gestart        | 21   |        |
| DNS | 99 | Geoff May            | EBR          | 0      | Niet gestart        |      |        |
| DNQ | 56 | Péter Sebestyén      | BMW          | 0      | Niet gekwalificeerd |      |        |

### Race 2
De race, die gepland stond over een lengte van 22 ronden, werd na 14 ronden afgebroken omdat de motorfiets van Eugene Laverty op een gevaarlijke plek stilviel. De race werd niet herstart.
| Pos | Nr | Rijder               | Constructeur | Rondes | Tijd                | Grid | Punten |
| --- | -- | -------------------- | ------------ | ------ | ------------------- | ---- | ------ |
| 1   | 50 | Sylvain Guintoli     | Aprilia      | 14     | 21:34.034           | 1    | 25     |
| 2   | 76 | Loris Baz            | Kawasaki     | 14     | +0.283              | 7    | 20     |
| 3   | 1  | Tom Sykes            | Kawasaki     | 14     | +1.103              | 8    | 16     |
| 4   | 34 | Davide Giugliano     | Ducati       | 14     | +2.052              | 2    | 13     |
| 5   | 65 | Jonathan Rea         | Honda        | 14     | +4.951              | 6    | 11     |
| 6   | 91 | Leon Haslam          | Honda        | 14     | +5.673              | 9    | 10     |
| 7   | 7  | Chaz Davies          | Ducati       | 14     | +9.664              | 11   | 9      |
| 8   | 33 | Marco Melandri       | Aprilia      | 14     | +10.574             | 3    | 8      |
| 9   | 24 | Toni Elías           | Aprilia      | 14     | +11.682             | 13   | 7      |
| 10  | 44 | David Salom          | Kawasaki     | 14     | +15.065             | 12   | 6      |
| 11  | 59 | Niccolò Canepa       | Ducati       | 14     | +16.294             | 10   | 5      |
| 12  | 9  | Fabien Foret         | Kawasaki     | 14     | +16.919             | 15   | 4      |
| 13  | 22 | Alex Lowes           | Suzuki       | 14     | +19.694             | 5    | 3      |
| 14  | 32 | Sheridan Morais      | Kawasaki     | 14     | +27.266             | 18   | 2      |
| 15  | 14 | Glenn Allerton       | BMW          | 14     | +27.845             | 19   | 1      |
| 16  | 21 | Jérémy Guarnoni      | Kawasaki     | 14     | +29.431             | 17   |        |
| 17  | 21 | Alessandro Andreozzi | Kawasaki     | 14     | +36.393             | 16   |        |
| 18  | 71 | Claudio Corti        | MV Agusta    | 14     | +37.018             | 14   |        |
| 19  | 10 | Imre Tóth            | BMW          | 14     | +54.093             | 20   |        |
| 20  | 20 | Aaron Yates          | EBR          | 14     | +1:13.385           | 22   |        |
| DNF | 58 | Eugene Laverty       | Suzuki       | 14     | Uitgevallen         | 4    |        |
| DNS | 12 | Mathew Walters       | Kawasaki     | 0      | Niet gestart        | 21   |        |
| DNS | 99 | Geoff May            | EBR          | 0      | Niet gestart        |      |        |
| DNQ | 56 | Péter Sebestyén      | BMW          | 0      | Niet gekwalificeerd |      |        |

## Supersport
De race werd na 7 ronden stilgelegd omdat de motorfiets van Jack Kennedy op een gevaarlijke plek stilviel. Later werd de race herstart over een lengte van 5 ronden.
| Pos | Nr  | Rijder               | Constructeur | Rondes | Tijd                  | Grid | Punten |
| --- | --- | -------------------- | ------------ | ------ | --------------------- | ---- | ------ |
| 1   | 16  | Jules Cluzel         | MV Agusta    | 5      | 7:57.585              | 14   | 25     |
| 2   | 88  | Kev Coghlan          | Yamaha       | 5      | +0.224                | 4    | 20     |
| 3   | 35  | Raffaele De Rosa     | Honda        | 5      | +0.317                | 7    | 16     |
| 4   | 21  | Florian Marino       | Kawasaki     | 5      | +0.347                | 11   | 13     |
| 5   | 5   | Roberto Tamburini    | Kawasaki     | 5      | +0.822                | 3    | 11     |
| 6   | 19  | Kevin Wahr           | Yamaha       | 5      | +4.010                | 13   | 10     |
| 7   | 81  | Graeme Gowland       | Triumph      | 5      | +5.282                | 18   | 9      |
| 8   | 84  | Riccardo Russo       | Honda        | 5      | +5.310                | 17   | 8      |
| 9   | 61  | Fabio Menghi         | Yamaha       | 5      | +5.517                | 16   | 7      |
| 10  | 11  | Christian Gamarino   | Kawasaki     | 5      | +5.858                | 15   | 6      |
| 11  | 44  | Roberto Rolfo        | Kawasaki     | 5      | +6.491                | 19   | 5      |
| 12  | 9   | Tony Coveña          | Kawasaki     | 5      | +7.873                | 20   | 4      |
| 13  | 7   | Nacho Calero         | Honda        | 5      | +10.163               | 22   | 3      |
| 14  | 24  | Marco Bussolotti     | Honda        | 5      | +12.406               | 21   | 2      |
| 15  | 89  | Fraser Rogers        | Honda        | 5      | +12.622               | 23   | 1      |
| 16  | 52  | Ryan Taylor          | Yamaha       | 5      | +12.845               | 24   |        |
| 17  | 161 | Alexey Ivanov        | Yamaha       | 5      | +12.892               | 25   |        |
| DNF | 14  | Ratthapark Wilairot  | Honda        | 3      | Ongeluk               | 8    |        |
| DNF | 67  | Bryan Staring        | Honda        | 2      | Uitgevallen           | 10   |        |
| DNF | 60  | Michael van der Mark | Honda        | 2      | Ongeluk               | 2    |        |
| DNF | 54  | Kenan Sofuoğlu       | Kawasaki     | 1      | Ongeluk               | 1    |        |
| DNF | 3   | Billy McConnell      | Triumph      | 0      | Ongeluk               | 12   |        |
| DNF | 4   | Jack Kennedy         | Honda        | 0      | Uitgevallen in race 1 | 26   |        |
| DNF | 99  | P.J. Jacobsen        | Kawasaki     | 0      | Uitgevallen in race 1 | 5    |        |
| DNF | 65  | Vladimir Leonov      | MV Agusta    | 0      | Ongeluk in race 1     | 6    |        |
| DNS | 26  | Lorenzo Zanetti      | Honda        | 0      | Niet gestart          | 9    |        |

## Tussenstanden na wedstrijd

### Superbike
| Pos | Nr | Rijder           | Team     | Punten |
| --- | -- | ---------------- | -------- | ------ |
| 1   | 50 | Sylvain Guintoli | Aprilia  | 41     |
| 2   | 76 | Loris Baz        | Kawasaki | 31     |
| 3   | 33 | Marco Melandri   | Aprilia  | 28     |
| 4   | 34 | Davide Giugliano | Ducati   | 26     |
| 5   | 58 | Eugene Laverty   | Suzuki   | 25     |

### Supersport
| Pos | Nr | Rijder            | Team      | Punten |
| --- | -- | ----------------- | --------- | ------ |
| 1   | 16 | Jules Cluzel      | MV Agusta | 25     |
| 2   | 88 | Kev Coghlan       | Yamaha    | 20     |
| 3   | 35 | Raffaele De Rosa  | Honda     | 16     |
| 4   | 21 | Florian Marino    | Kawasaki  | 13     |
| 5   | 5  | Roberto Tamburini | Kawasaki  | 11     |

1990 · 1991 · 1992 · 1994 · 1995 · 1996 · 1997 · 1998 · 1999 · 2000 · 2001 · 2002 · 2003 · 2004 · 2005 · 2006 · 2007 · 2008 · 2009 · 2010 · 2011 · 2012 · 2013 · 2014 · 2015 · 2016 · 2017 · 2018 · 2019 · 2020 · 2022 · 2023 · 2024 · 2025